# Morti nel 1252
| Questa pagina contiene informazioni ricavate automaticamente dalle voci biografiche con l'ausilio del template Bio e di un bot. L'aggiornamento è periodico e automatico e ricostruisce completamente la pagina. Se manca una persona in questa lista, sei pregato di non aggiungerla, ma accertati piuttosto che la sua voce biografica contenga il template Bio e che i dati anagrafici siano correttamente compilati. Se il template Bio manca, inseriscilo tu stesso o, in alternativa, metti l'avviso {{tmp\|Bio}} che ne segnala la mancanza. Se i dati riportati sono sbagliati, correggi direttamente la voce biografica; le modifiche saranno visibili in questa lista entro pochi giorni. Per chiarimenti vedi il progetto biografie. La lista contiene solo le 23 persone che sono citate nell'enciclopedia e per le quali è stato implementato correttamente il template Bio. Pagina aggiornata al 13 gen 2025. |

- 1º gennaio - Zdislava Berka, santa ceca (n. 1220)
- 23 gennaio - Isabella d'Armenia, regina armena
- 3 febbraio - Svjatoslav III di Vladimir, principe (n. 1196)
- 1º aprile - Kujō Michiie, poeta giapponese (n. 1193)
- 6 aprile - Pietro da Verona, presbitero, predicatore e santo italiano
- 30 maggio - Ferdinando III di Castiglia, re (n. 1201)
- 19 giugno - Pierre de Bar, cardinale francese
- 29 giugno - Abele di Danimarca, re danese (n. 1218)
- 1º agosto - Giovanni da Pian del Carpine, arcivescovo cattolico italiano
- 8 settembre - Berardo di Castagna, arcivescovo cattolico e politico italiano
- 4 novembre - Giovanni di Wildeshausen, vescovo cattolico tedesco
- 25 novembre - Guglielmo II di Ginevra, nobile
- 27 novembre - Bianca di Castiglia, regina (n. 1188)
- Elena Asen, imperatrice bizantina
- Sorgaqtani Beki, principessa mongola (n. 1198)
- Boemondo V d'Antiochia, nobile (n. 1199)
- Enrico I di Anhalt, nobile tedesco (n. 1170)
- Gilles le Vinier, poeta francese
- Ugolino da Montefeltro, vescovo cattolico italiano
- Ottone I di Brunswick-Lüneburg, duca (n. 1204)
- Raimon Vidal de Bezaudun, trovatore, poeta e grammatico spagnolo (n. 1196)
- Günther von Wüllersleben, nobile tedesco
- Vidal de Canellas, vescovo cattolico spagnolo